# Amphipoea intermedia-albo
Amphipoea intermedia-albo är en fjärilsart som beskrevs av Heydemann 1931. Amphipoea intermedia-albo ingår i släktet Amphipoea och familjen nattflyn. Inga underarter finns listade i Catalogue of Life.